# Nie wieder Sex mit der Ex
Nie wieder Sex mit der Ex (Originaltitel: Forgetting Sarah Marshall) ist eine US-amerikanische romantische Filmkomödie des Regisseurs Nicholas Stoller aus dem Jahr 2008. Die Hauptrolle spielte Jason Segel, der auch das Drehbuch schrieb.

## Handlung
Der Komponist Peter Bretter liefert Musik für die Krimi-Fernsehserie Crime Scene, in der seine Freundin Sarah Marshall eine der beiden Hauptrollen spielt. Als sie sich von ihm trennt und gesteht, bereits ein Verhältnis mit einem anderen Mann begonnen zu haben, versucht er zunächst erfolglos, durch Sex mit anderen Frauen über die Trennung hinwegzukommen. Völlig niedergeschlagen zieht Peter sich in seinem Haus zurück, bis sein Stiefbruder Brian ihm nahelegt, eine Weile Urlaub zu machen. Peter erinnert sich daran, dass Sarah stets von Hawaii schwärmte, und beschließt dorthin zu fliegen.
Peter reist nach Oʻahu und hofft, dass er dadurch Sarah vergessen kann. Bereits bei seiner Ankunft im Hotel trifft er jedoch Sarah und ihren neuen Freund, den bekannten Rockmusiker Aldous Snow. Zunächst verfolgt er sie absichtlich, doch selbst als er den beiden aus dem Weg gehen will, läuft er ihnen immer wieder über den Weg. Gleichzeitig lernt Peter die Hotelangestellte Rachel Jansen kennen, die ebenfalls eine Enttäuschung in der Liebe erlebte und Mitleid mit ihm hat. Als er mit Rachel an einigen Abenden ausgeht, kommen sie sich näher. Peter erzählt Rachel von seiner Arbeit an einem Musical mit Puppen über Dracula und die ewige Liebe, an dem er arbeitet. Rachel ermuntert ihn, diese Arbeit fertigzustellen, und erzählt, wie sie nach Hawaii kam und dass sie nie ihr Studium abgeschlossen hat, woraufhin Peter ihr nahelegt, den Abschluss nachzuholen. Sarah zweifelt unterdessen allmählich an ihrer neuen Beziehung mit Aldous und erinnert sich an die guten Seiten der Beziehung mit Peter. Der Musiker trennt sich schließlich von Sarah, als er merkt, dass sie zu unterschiedliche Auffassungen vom Leben haben und sie immer noch an Peter hängt. Daraufhin will Sarah wieder zu Peter zurück und versucht, ihn zu verführen. Peter scheint nach ersten Widerständen nachzugeben, bekommt jedoch keine Erektion, selbst als Sarah ihn oral stimuliert. Peter merkt dadurch, dass seine Gefühle für Sarah längst vergangen sind. Da Peter ein schlechtes Gewissen hat, beichtet er Rachel den Vorfall, woraufhin sie verletzt die gerade begonnene Beziehung beendet und ihn bittet, sich nicht mehr bei ihr zu melden. Er reist ab und widmet sich zu Hause der Fertigstellung seines Musicals mit dem Titel A Taste for Love. Er schickt Rachel eine Einladung. Diese zögert zunächst, nach einer Diskussion mit einem Hotelmitarbeiter kommt sie dann doch zur Premiere. Sie erzählt Peter nach der Vorstellung, dass sie für unbestimmte Zeit in der Gegend bleiben wird, um sich einige Universitäten anzusehen. Die beiden gestehen sich, dass sie einander vermisst haben, und gehen schließlich erneut eine Beziehung miteinander ein.
Während des Abspanns sieht man einen Trailer für die (fiktive) neue Fernsehserie Animal Instincts mit Sarah Marshall in der Hauptrolle. Sie spielt hier eine Mordermittlerin mit der übernatürlichen Fähigkeit, die Gedanken von Haustieren zu lesen.

## Synchronisation
| Schauspieler     | Rolle          | Synchronsprecher   |
| ---------------- | -------------- | ------------------ |
| Jason Segel      | Peter Bretter  | Dennis Schmidt-Foß |
| Kristen Bell     | Sarah Marshall | Manja Doering      |
| Mila Kunis       | Rachel Jansen  | Maria Koschny      |
| Russell Brand    | Aldous Snow    | Julien Haggège     |
| Bill Hader       | Brian Bretter  | Robin Kahnmeyer    |
| Jack McBrayer    | Darald         | Sebastian Schulz   |
| Davon McDonald   | Dwayne         | Stefan Fredrich    |
| Steve Landesberg | Dr. Rosenbaum  | Norbert Gescher    |
| Paul Rudd        | Chuck          | Sven Hasper        |

## Varia
- Der Film wurde auf Oʻahu, in Los Angeles und in den Universal Studios gedreht. Die Dreharbeiten begannen am 24. April 2007 und endeten am 15. Juli 2007.

- Die Weltpremiere fand am 10. März 2008 im Rahmen des South by Southwest Film Festival statt. Kinostart in den USA war am 18. April 2008, in Deutschland am 12. Juni 2008.[4]

- Die Produktionskosten des Films wurden auf 30 Millionen US-Dollar geschätzt. Der Film spielte in den Kinos weltweit rund 105 Millionen US-Dollar ein, davon rund 63 Millionen US-Dollar in den USA und umgerechnet 4,5 Millionen US-Dollar in Deutschland.[5]

- Heidi Klum ist in einem kurzen Fernsehausschnitt in ihrer Sendung Project Runway zu sehen. In der Szene hört man auch in der englischen Version sowohl die Beteiligten der Fernsehsendung als auch den Hauptdarsteller des Films „Auf Wiedersehen“ in deutscher Sprache sagen.

- 2010 spielte Russell Brand in der Filmkomödie Männertrip erneut die Figur des Aldous Snow und neben Jonah Hill eine der beiden Hauptrollen. Kristen Bell hat darin einen Gastauftritt als Sarah Marshall.

- Das T-Shirt, das die Hauptfigur in mehreren Szenen des Films trägt, ist mit einem Logo von „Norman’s Rare Guitars“ in Tarzana, Kalifornien, versehen. Dieses Geschäft existiert wirklich und zählt(e) Musiker wie Slash, Tom Petty, James Blunt oder Joe Bonamassa zur Kundschaft.

## Kritiken
In den englischsprachigen Medien fand der Film eine durchweg positive Aufnahme. Basierend auf der Auswertung von 184 Kritiken weist Rotten Tomatoes Stand Ende 2024 eine Positivquote von 84 Prozent aus.
Joe Leydon schrieb in der Zeitschrift Variety vom 17. März 2008, der Produzent Judd Apatow wiederhole seine „erfolgreiche“ Formel des Films Beim ersten Mal, die „ungehemmte Zotigkeit“ mit „Lieblichkeit“, Slapstick und Satire verbinde. Der Regisseur und der Drehbuchautor würden „perfekt“ zusammenarbeiten. Das Resultat könne für ein beachtliches Ergebnis an den Kinokassen und im Videoverleih sorgen. Leydon lobte außerdem die „attraktive“ Kameraarbeit und die „geistreichen“ Kostüme.

„Pubertäre romantische Komödie, in der ein sympathischer Tölpel den Anstoß zum Erwachsenwerden erhält. Dessen Durchschnittlichkeit wird mit recht derbem Humor betont, wobei der Hauptdarsteller mit wohl dosierter Selbstironie zu Werke geht.“

Die Deutsche Film- und Medienbewertung FBW in Wiesbaden verlieh dem Film das Prädikat „wertvoll“.